# توره برگر
توره برگر (انگلیسی: Tore Berger؛ زادهٔ ۱۱ نوامبر ۱۹۴۴) قایقران کانو اهل نروژ بود.
وی در مسابقات کشوری و بین‌المللی در مجموع برندهٔ ۳ مدال طلا، ۱ مدال برنز شده‌است.